# Mikkel Kirkebæk
Mikkel Kirkebæk (født. 1973) er en dansk historiker og forfatter.
Mikkel Kirkebæk har udgivet flere bøger og artikler om dansk nazisme før og under Anden Verdenskrig. Han modtog i 2008 Weekendavisens Litteraturpris for biografien Schalburg – en patriotisk landsforræder om den danske kommandør for Frikorps Danmark, Christian Frederik von Schalburg.
Kirkebæk er uddannet lærer fra Blaagaard Statsseminarium (1997). I 2003 blev han cand.mag. i geografi og historie fra Roskilde Universitetscenter  og i 2011 ph.d. i historie samme sted. Kirkebæk har en pædagogisk diplomuddannelse i specialpædagogik (2008).
I 2008 blev hans bog Schalburg – en patriotisk landsforræder nomineret til Årets historiske bog, der uddeles af Dansk Historisk Fællesråd. I 2019 vandt han prisen for Årets historiske bog med titlen Den yderste grænse - Danske frivillige i de baltiske uafhængighedskrige 1918-1920.